# 大阪櫻花
大阪櫻花（日語：セレッソ大阪），目前是一支J聯盟J1層級的職業足球隊，成立於1957年，1995年首次加入聯盟，期間經歷多次甲乙組浮沉。

## 簡介
大阪櫻花創立於1957年，前身為洋馬柴油機足球部 ,於1993年易名Cerezo Osaka 。1994年取得JFL冠軍，並在1995年升上J1聯賽。球隊的根據地在大阪市東住吉區，主場是長居球技場。球隊名稱中的「Cerezo」是西班牙文櫻花的意思，是大阪市的市花。曾於2001年及2006年成績欠理想，兩度被降落J2聯賽，在2009年賽季則以第2名升回J1聯賽。
2013年賽季，球隊取得聯賽第4名，晉身亞洲足聯冠軍聯賽。
2014球季，球會斥過億日圓羅致了昔日烏拉圭球星迪亞高·科蘭和前德國國腳卡卡奧，並矢志改善球隊攻力，聲稱「史上最攻」，惟兩名球星及整支球隊的發揮均未如理想，更提早降班收場。2015年在乙組聯賽作賽的首半季期間，球隊仍留用兩名前球星，但後來球會決定改革並最終與他們解約。球隊最終以第4名完成，在升班附加賽決賽對福岡黃蜂，一度以1:0領先，最終被對方絕殺1:1而出局，無緣升班。
2016球季，位列第4名，當家射手柿谷曜一朗復出即大放異采，帶領球隊淘汰京都不死鳥晉級升班附加賽決賽，主場迎戰岡山綠雉。大阪櫻花憑清原翔平52分鐘入球，以1:0擊敗岡山綠雉取得升上J1的最後一個資格。
2017球季，J1聯賽排名第3，在日本聯賽盃中以2比0戰勝川崎前鋒，贏得了球會史上第一座獎杯。同一年以2比1戰勝橫濱水手，贏得了天皇杯。
2018開季前，以3比2再次戰勝J1聯賽冠軍川崎前鋒，贏得了日本超級盃。

## 吉祥物
一匹名為Lobby的年輕狼，全名 Noble Valiente Hache Lobito de Cerezo，中譯為來自Cerezo家族的高貴與勇敢的兒子。此外還有其母親Madame Lobina，全名 Elegante Esplendida Madame Lobina de Cerezo，中譯為來自Cerezo家族的优雅和出色的夫人。

## 球員名單（2025年）
1. 以下球員名單更新於2023年2月14日
2. 球員編號參照大阪櫻花官方網站 （页面存档备份，存于）
3. 國籍圖標根據國際足協的參賽資格定義，但球員可能會持有多於一個非國際足協定義的國籍
4. 粗體字為新加盟球員

| 號碼     | 國籍     | 球員名        | 出生日期       | 前屬球會         | 加盟年份 |
| 守 門 員 | 守 門 員 | 守 門 員      | 守 門 員       | 守 門 員         | 守 門 員 |
| -------- | -------- | ------------- | -------------- | ---------------- | -------- |
| 1        | 大韩民国 | 梁韓彬        | 1991年8月30日  | FC首爾           | 2023年   |
| 21       | 大韩民国 | 金鎮鉉        | 1987年7月6日   | 東國大學         | 2009年   |
| 31       | 日本     | 清水圭介      | 1988年11月25日 | 京都不死鳥       | 2022年   |
| 39       | 日本     | 真木晃平      | 1998年7月31日  | SC相模原         | 2022年   |
| 後 衛    |          |               |                |                  |          |
| 2        | 日本     | 松田陸        | 1991年7月24日  | FC東京           | 2016年   |
| 3        | 日本     | 進藤亮佑      | 1996年6月7日   | 北海道札幌岡薩多 | 2021年   |
| 6        | 日本     | 山中亮輔      | 1993年4月20日  | 浦和紅鑽         | 2022年   |
| 16       | 日本     | 毎熊晟矢      | 1997年10月16日 | 長崎成功丸       | 2022年   |
| 22       | 克罗地亚 | 马泰·约尼奇   | 1991年1月29日  | 上海申花         | 2022年   |
| 23       | 日本     | 山下達也      | 1987年11月7日  | 柏雷素爾         | 2022年   |
| 27       | 马来西亚 | 迪昂·库尔斯   | 1996年6月4日   | 武里南联         | 2025年   |
| 29       | 日本     | 舩木翔        | 1998年4月13日  | SC相模原         | 2022年   |
| 33       | 日本     | 西尾隆矢      | 2001年5月16日  | 青年隊           | 2020年   |
| 中 場    |          |               |                |                  |          |
| 4        | 日本     | 原川力        | 1993年8月18日  | 鳥棲砂岩         | 2021年   |
| 5        | 日本     | 喜田陽        | 2000年7月4日   | 福岡黃蜂         | 2020年   |
| 7        | 日本     | 上門知樹      | 1997年4月27日  | 岡山綠雉         | 2022年   |
| 8        | 日本     | 香川真司      | 1989年3月17日  | 聖圖爾登         | 2023年   |
| 11       | 比利时   | 約迪·克魯克斯 | 1994年1月15日  | 福岡黃蜂         | 2023年   |
| 17       | 日本     | 鈴木徳真      | 1997年3月12日  | 德島漩渦         | 2022年   |
| 19       | 日本     | 為田大貴      | 1993年8月24日  | 千葉市原         | 2021年   |
| 25       | 日本     | 奥埜博亮      | 1989年8月14日  | 仙台維加泰       | 2019年   |
| 28       | 日本     | 岡澤昂星      | 2003年10月22日 | 巴拉干天奴紅牛   | 2023年   |
| 30       | 日本     | 阪田澪哉      | 2004年5月11日  | 東山高校         | 2023年   |
| 34       | 日本     | 大迫壘        | 2004年10月13日 | 神村學園高等部   | 2023年   |
| 37       | 日本     | 石渡尼爾遜    | 2005年5月10日  | 青年隊           | 2023年   |
| 41       | 日本     | 中原輝        | 1996年7月8日   | 山形山神         | 2022年   |
| 前 鋒    |          |               |                |                  |          |
| 9        | 巴西     | 李奧・施亞拉  | 1995年2月3日   | 橫濱水手         | 2023年   |
| 15       | 日本     | 藤尾翔太      | 2001年5月2日   | 德島漩渦         | 2023年   |
| 38       | 日本     | 北野颯太      | 2004年8月13日  | 青年隊           | 2022年   |

## 球會榮譽

### 日本賽事
- 日本足球聯賽
  - 冠軍 (4) :1971年、1974年、1975年、1980年
- 日本足球聯賽（第二級）
  - 冠軍 (1) :1994年
- 天皇杯
  - 冠軍 (1) : 2017年
- 日本聯賽盃
  - 冠軍 (1) : 2017年
- 日本超級盃
  - 冠軍 (1) : 2018年

## 著名球員
- 香川真司
- 清武弘嗣
- 山口螢
- 柿谷曜一朗
- 乾貴士
- 米治·尼高斯
- 伊凡·拉迪歷
- Albin Pelak（英语：Albin Pelak）
- Almir Turković（英语：Almir Turković）
- 吉马尔·里纳尔迪
- 法比奧·森比斯奧
- João Carlos dos Santos（英语：João Carlos dos Santos）
- Axel（英语：Axel (footballer)）
- Sérgio Manoel（英语：Sérgio Manoel）
- Bernardo Fernandes da Silva（英语：Bernardo Fernandes da Silva）
- Marco Antônio da Silva
- Besart Abdurahimi（英语：Besart Abdurahimi）
- Kayne Vincent（英语：Kayne Vincent）
- Jorge Dely Valdés（英语：Jorge Dely Valdés）
- 戈伊科·卡查爾
- Radivoje Manić（英语：Radivoje Manić）
- 迪亞高·科蘭

## 外部連結
- 大阪櫻花官方網站（页面存档备份，存于）
- 大阪櫻花官方Twitter （页面存档备份，存于）
- 大阪櫻花官方Facebook （页面存档备份，存于）
- 大阪櫻花官方Instagram （页面存档备份，存于）
- 大阪櫻花官方Youtube頻道 （页面存档备份，存于）